# Oralismus

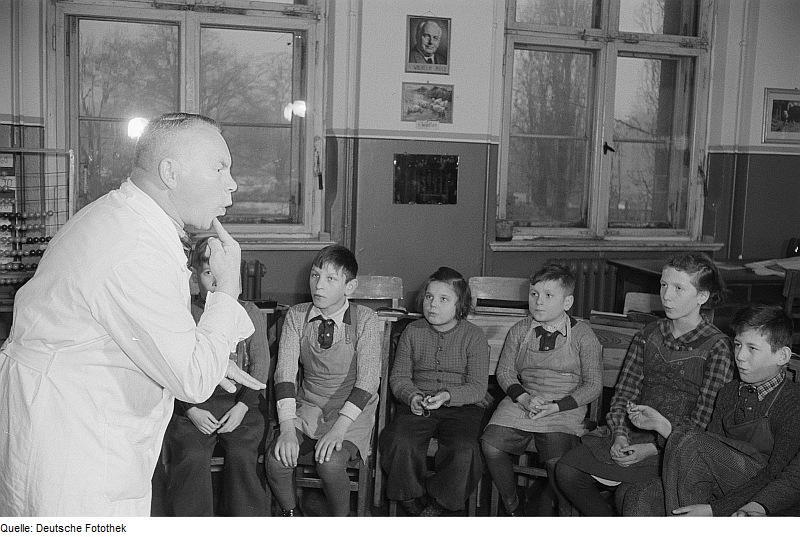
Gehörlose Schüler bei „Sprechübungen“ in der Gehörlosenschule Leipzig in der damaligen DDR, 1953

Als Oralismus (auch „Deutsche Methode“) wird die Methode einer allein auf dem Gebrauch von Lautsprache basierenden Kommunikations-Erziehung von nicht hörenden („tauben“) oder schwerhörigen Kindern bezeichnet, bei der auf den Einsatz von Gebärdensprache weitgehend verzichtet wird und stattdessen die Bildung von Sprechlauten und das Lippenlesen im Vordergrund stehen. 
Es wird unterschieden zwischen „reinem“ Oralismus, bei dem jeder Gebrauch von Gebärden strengstens untersagt ist, und „mildem“ Oralismus mit der teilweisen Verwendung von bei Hörenden allgemein üblichen Gesten oder dem Fingeralphabet. 
Seit 1950 kommt die elektrotechnische Ausnutzung einer verbliebenen Hörfähigkeit durch Hörgeräte oder Cochleaimplantate hinzu, verbunden mit intensivem Hörtraining, wobei unter „auditiv-verbaler Erziehung“ das visuelle Wahrnehmen von Mundbewegungen im Anfangsstadium gänzlich vermieden wird.
Synonym zu Oralismus ist die Bezeichnung „(reine) Lautspracherziehung“.

## Wortherkunft
Das Adjektiv „oral“ leitet sich etymologisch von lateinisch os, oris (Mund) ab und bedeutet „mündlich“. Aus diesem Wort lassen sich die Substantive „Oralismus“ sowie „Oralist“ und aus diesem wiederum „oralistisch“ bilden; „Oralist“ wird von nicht- oder schwerhörenden Personen auch in einem abwertenden Sinn benutzt.

## Geschichte
Die oralistische Spracherziehung begann zum Ende des 18. Jahrhunderts durch Samuel Heinicke in Deutschland, Jacob Rodrigues Pereire in Frankreich und Thomas Braidwood in Großbritannien und erfuhr Verfeinerungen unter Moritz Hill und Johannes Vatter im 19. Jahrhundert in Deutschland. Sie fand weite Verbreitung in vielen Ländern, was zu dem Beschluss des Kongresses der Taubstummenlehrer 1880 in Mailand führte, im Unterricht mit tauben Kindern dem ausschließlichen Sprechen und Mundabsehen den absoluten Vorzug zu geben und die Gebärdensprache aus dem Unterricht zu verbannen. Nicht-hörende Lehrende wurden entweder entlassen oder nicht mehr eingestellt. Daraufhin war die Gebärdensprache in den meisten Schulen für nicht- bzw. schwerhörende Kinder für lange Zeit verboten.
In den USA trat Alexander Graham Bell, Artikulations-Lehrer und Erfinder des „taubfeindlichen“ Telefons, vehement für den „reinen“ Oralismus ein und benutzte den von ihm für die Erfindung des Telefons gewonnenen Volta-Preis für die Propagierung des Oralismus.